# Petit-Auverné
Petit-Auverné è un comune francese di 440 abitanti situato nel dipartimento della Loira Atlantica nella regione dei Paesi della Loira.

## Società

### Evoluzione demografica
Abitanti censiti